# سیارک ۲۱۶۷۳
سیارک ۲۱۶۷۳ (به انگلیسی: 21673 Leatherman، نامگذاری:1999RL15) بیست و یک هزار و ششصد و هفتاد و سومین سیارک کشف شده‌است که در ۷ سپتامبر ۱۹۹۹ کشف شد.
قدر مطلق سیارک برابر ۱۲.۹ است.